# Segregación en Irlanda del Norte

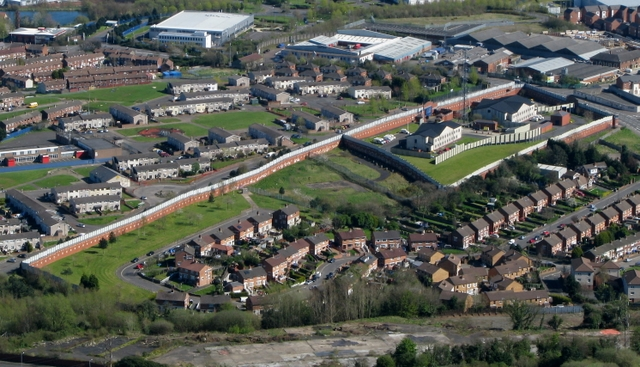
Un "muro de paz" de 5,5 metros de altura a lo largo de Springmartin Road en Belfast, con una estación de policía fortificada en un extremo

Mapa de Belfast, 2011 que muestra el porcentaje de encuestados que se identifican como católicos en cada área.

La segregación en Irlanda del Norte es un problema de larga data en la historia política y social de Irlanda del Norte. La segregación involucra a los dos principales bloques de votantes de Irlanda del Norte: nacionalistas/republicanos irlandeses (principalmente católicos) y unionistas/lealistas británicos (principalmente protestantes). A menudo se considera tanto una causa como un efecto del conflicto norirlandés.
Una combinación de diferencias políticas, religiosas y sociales más la amenaza de tensiones y violencia entre comunidades ha llevado a la autosegregación generalizada de las dos comunidades. Los católicos y protestantes llevan vidas en gran medida separadas en una situación que algunos han denominado "apartheid autoimpuesto".

## Educación
La educación en Irlanda del Norte está muy segregada. La mayoría de las escuelas públicas de Irlanda del Norte son predominantemente protestantes, mientras que la mayoría de los niños católicos asisten a escuelas mantenidas por la Iglesia católica. En el 2006, el 90 % de los niños de Irlanda del Norte estaban en escuelas segregadas, en 2017 esa cifra había aumentado al 93 %. La consecuencia es, como ha dicho un comentarista, que "la abrumadora mayoría de los niños del Ulster pueden pasar desde los cuatro a los 18 años sin tener una conversación seria con un miembro de un credo rival". La prevalencia de la educación segregada se ha citado como un factor importante en el mantenimiento de la endogamia (matrimonio dentro del propio grupo). El movimiento de educación integrada ha buscado revertir esta tendencia mediante el establecimiento de escuelas no confesionales como la Primaria Integrada de Portadown . Sin embargo, estas escuelas siguen siendo la excepción a la tendencia general de la educación segregada. Las escuelas integradas en Irlanda del Norte se han establecido gracias a los esfuerzos voluntarios de los padres. Las iglesias no se han involucrado en el desarrollo de la educación integrada. Sin embargo, tanto la Iglesia católica como las denominaciones protestantes, junto con las instituciones estatales, han apoyado y organizado proyectos escolares intercomunitarios, como excursiones conjuntas, clases educativas y foros en los que los alumnos pueden reunirse para compartir sus creencias, valores y culturas. El académico John H. Whyte argumentó que "los dos factores que más dividen a los protestantes en su conjunto de los católicos en su conjunto son la endogamia y la educación separada".

## Empleo
Históricamente, el empleo en la economía de Irlanda del Norte estuvo muy segregado a favor de los protestantes, particularmente en los niveles superiores del sector público, en ciertos sectores de la economía entonces importantes, como la construcción naval y la ingeniería pesada, y áreas estratégicamente importantes como la policía. Por lo tanto, la emigración para buscar empleo fue significativamente más frecuente entre la población católica. Como resultado, la demografía de Irlanda del Norte cambió aún más a favor de los protestantes, dejando su ascendencia aparentemente inexpugnable a fines de la década de 1950.
Una encuesta de 1987 encontró que los encuestados describieron que el 80 por ciento de las fuerzas laborales encuestadas consistía en una mayoría de una denominación; El 20 por ciento eran abrumadoramente uni-confesionales, con un 95-100 por ciento de empleados católicos o protestantes. Sin embargo, era mucho menos probable que las organizaciones grandes fueran segregadas, y el nivel de segregación ha disminuido a lo largo de los años.
El gobierno británico ha introducido numerosas leyes y reglamentos desde mediados de la década de 1990 para prohibir la discriminación por motivos religiosos, y la Comisión de Empleo Justo (originalmente la Agencia de Empleo Justo) ejerce poderes legales para investigar denuncias de prácticas discriminatorias en empresas y organizaciones de Irlanda del Norte. Esto ha tenido un impacto significativo en el nivel de segregación en el lugar de trabajo; John Whyte concluye que el resultado es que "la segregación en el trabajo es una de las formas menos agudas de segregación en Irlanda del Norte".

## Alojamiento

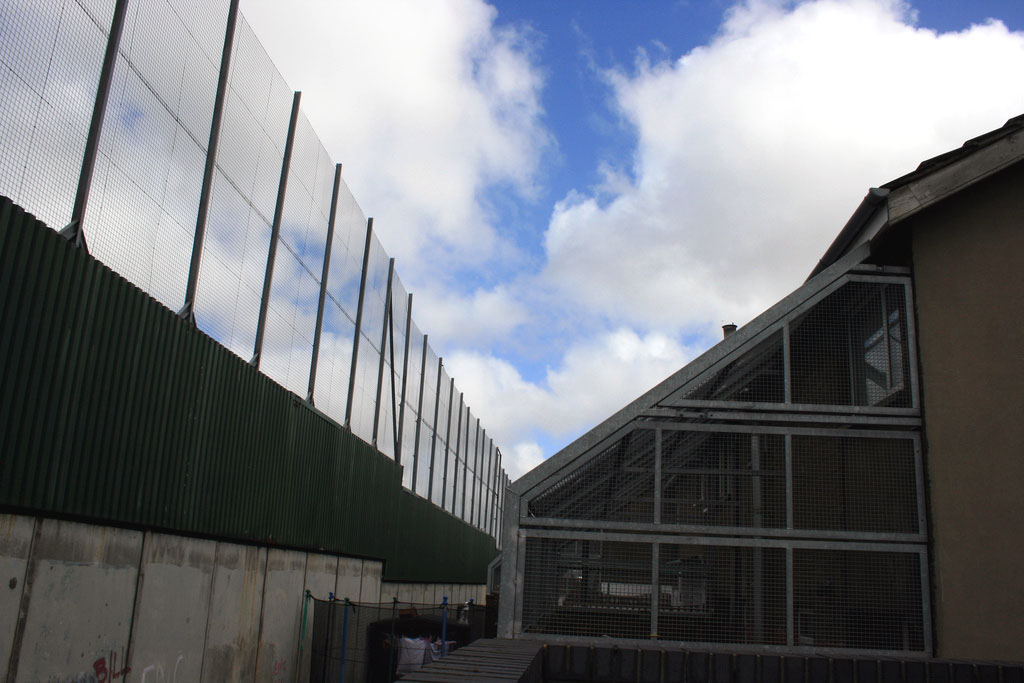
Detrás de una casa detrás de un "muro de paz", en Bombay Street, Belfast

La vivienda pública está abrumadoramente segregada entre las dos comunidades. Las tensiones entre comunidades han obligado a un número considerable de personas a mudarse de áreas mixtas a áreas habitadas exclusivamente por una denominación, aumentando así el grado de polarización y segregación. El alcance de la autosegregación creció muy rápidamente con el estallido del conflicto norirlandés. En 1969, el 69 por ciento de los protestantes y el 56 por ciento de los católicos vivían en calles donde eran mayoría; como resultado de la huida a gran escala de las zonas mixtas entre 1969 y 1971 tras los estallidos de violencia, las proporciones respectivas habían aumentado en 1972 al 99% de protestantes y al 75% de católicos. En Belfast, la década de 1970 fue una época de creciente segregación residencial. Se estimó en 2004 que el 92,5% de la vivienda pública en Irlanda del Norte estaba dividida según criterios religiosos, y la cifra aumentó al 98% en Belfast . La autosegregación es un proceso continuo, a pesar del proceso de paz de Irlanda del Norte . Se estimó en 2005 que más de 1.400 personas al año se veían obligadas a trasladarse como consecuencia de la intimidación .
En respuesta a la violencia entre comunidades, el ejército británico construyó una serie de altos muros llamados "muros de paz" para separar los barrios rivales. Estos se han multiplicado a lo largo de los años y ahora suman cuarenta barreras separadas, la mayoría ubicadas en Belfast. A pesar de los movimientos hacia la paz entre los partidos políticos de Irlanda del Norte y la mayoría de sus grupos paramilitares, la construcción de "líneas de paz" en realidad ha aumentado durante el proceso de paz en curso; el número de "líneas de paz" se duplicó en los diez años entre 1995 y 2005. En 2008 se planteó un proceso para el derribo de los muros de paz.
La segregación efectiva de las dos comunidades afecta significativamente el uso de los servicios locales en las "áreas de interfaz" donde se unen los barrios sectarios. Encuestas realizadas en 2005 a 9000 residentes de áreas de interfaz encontraron que el 75% se negaba a usar las instalaciones más cercanas debido a su ubicación, mientras que el 82% viajaba habitualmente a áreas "más seguras" para acceder a las instalaciones, incluso si el tiempo de viaje era más largo. El 60% se negó a comprar en áreas dominadas por la otra comunidad, y muchos temían el rechazp de su propia comunidad si violaban un boicot de facto no oficial de sus opuestos sectarios.

## Matrimonio mixto
En contraste con la República de Irlanda y la mayor parte de Gran Bretaña, donde los matrimonios mixtos entre protestantes y católicos no son inusuales, en Irlanda del Norte ha sido poco común: desde 1970 hasta la década de 1990, solo el 5 por ciento de los matrimonios se registraron como cruce. la comunidad se divide. Esta cifra se mantuvo en gran medida constante durante los disturbios. Se elevó a entre el 8 y el 12 por ciento, según la Encuesta de vida y tiempos de Irlanda del Norte, en 2003, 2004 y 2005. Las actitudes hacia los matrimonios entre católicos y protestantes se han vuelto más favorables en los últimos años (particularmente entre la clase media) y las personas más jóvenes también tienen más probabilidades que las personas mayores de casarse con alguien de una religión diferente a la suya. Sin embargo, los datos ocultan una variación regional considerable en Irlanda del Norte.

## Legislación contra la discriminación
En la década de 1970, el gobierno británico tomó medidas para legislar contra la discriminación religiosa en Irlanda del Norte. La Ley de Empleo Justo de 1976 prohibió la discriminación en el lugar de trabajo por motivos de religión y estableció una Agencia de Empleo Justo. Esta Ley se fortaleció con una nueva Ley de Empleo Justo en 1989, que introdujo el deber de los empleadores de monitorear la composición religiosa de su fuerza laboral y creó la Comisión de Empleo Justo para reemplazar a la Agencia de Empleo Justo. La ley se amplió para cubrir la provisión de bienes, instalaciones y servicios en 1998 bajo la Orden de Trato y Empleo Justo (Irlanda del Norte) de 1998. En 1999, la Comisión se fusionó con la Comisión de Igualdad de Oportunidades, la Comisión para la Igualdad Racial y el Consejo de Discapacidad de Irlanda del Norte para convertirse en parte de la Comisión de Igualdad de Irlanda del Norte .
Una revisión de la Comisión de Igualdad en 2004 sobre el funcionamiento de la legislación contra la discriminación desde la década de 1970 encontró que había habido una mejora sustancial en el perfil laboral de los católicos, más marcada en el sector público pero no limitada a él. Dijo que los católicos ahora estaban bien representados en puestos gerenciales, profesionales y administrativos superiores, aunque había algunas áreas de subrepresentación, como el gobierno local y la seguridad, pero que el panorama general era positivo. Sin embargo, los católicos seguían siendo más propensos que los protestantes a estar desempleados y había áreas emergentes de subrepresentación protestante en el sector público, sobre todo en salud y educación en muchos niveles, incluidos el profesional y el gerencial. El informe también encontró que ha habido un aumento considerable en el número de personas que trabajan en lugares de trabajo integrados.